# Вернаска
Верна̀ска (на италиански: Vernasca, на местен диалект Varnàsca, Варнаска) е село и община в северна Италия, провинция Пиаченца, регион Емилия-Романя. Разположено е на 457 m надморска височина. Населението на общината е 2313 души (към 2010 г.).